# Stara Wieś (Kosyń)
Stara Wieś – część wsi Kosyń w Polsce, położona w województwie lubelskim, w powiecie włodawskim, w gminie Wola Uhruska.
W latach 1975–1998 Stara Wieś administracyjnie należała do województwa chełmskiego.
Wierni Kościoła rzymskokatolickiego należą do parafii pw św. Stanisława Kostki.